# Рибер, Альфред
Альфред Дж. Рибер (Alfred J. Rieber; род. 1931) — американский историк, специализирующийся на истории России и СССР. Доктор философии. Университетский профессор-эмерит ЦЕУ в Будапеште.

## Биография
С отличием окончил Колгейтский университет, где был членом Phi Beta Kappa. Получил степень магистра (1954) и доктора философии (1959) в Русском институте Колумбийского университета. Написал докторскую диссертацию об Иосифе Сталине и Французской коммунистической партии в 1940-х годах. Он был членом первой группы американских студентов по обмену в Советский Союз в 1958-59 годах, и неоднократно возвращался туда.
Преподавал во многих престижных учебных заведениях, включая Северо-Западный университет, Чикагский университет, Пенсильванский университет, Колумбийский университет и Центрально-Европейский университет в Будапеште. Преподавал в Пенсильванском университете 30 лет и десять лет был заведующим кафедрой истории. Также более двух десятилетий преподавал в Центрально-Европейском университете (ЦЕУ), возглавляя исторический факультет в течение четырёх лет. За свою карьеру получил несколько педагогических наград за выдающиеся достижения в преподавании. В частности лауреат E. Harris Harbison Award (1966).
Среди его известных книг «Борьба за евразийские пограничья: от возникновения империй раннего Нового времени до конца Первой мировой войны» (Кембридж, 2014), получившая премию Бентли Всемирной ассоциации истории, и её продолжение «Сталинская борьба за господство в Евразии». (Кембридж, 2016), вошедшая в шорт-лист Пушкинской книжной премии.
Рибер также написал три исторических детективных романа: «Убить царя» (2010); Киевские убийства (2013); и «Сибирские тайны» (2014), опубликованные New Academia Press.